# Kirani James Atletiekstadion
Het Kirani James Atletiekstadion is een stadion in Saint George's, Grenada. Het stadion wordt vooral gebruikt voor voetbalwedstrijden. Tevens worden er cricket- en atletiekwedstrijden gespeeld. Er kunnen ruim 9000 toeschouwers in bij een voetbalwedstrijd. Tot april 2017 heette dit stadion  Grenada Nationaal Stadion. In 2017 werd het stadion vernoemd naar Kirani James, een Grenadiaans atleet.